# Empoasca cristata
Empoasca cristata är en insektsart som beskrevs av Maria Amelia Torres 1955. Empoasca cristata ingår i släktet Empoasca och familjen dvärgstritar. Inga underarter finns listade i Catalogue of Life.